# فاريل سميث
فاريل سميث (من مواليد 23 يوليو 1995) مغنية سوبرانو بريطانية أشتهرت بعد ظهورها في السلسلة الثانية من برنامج المواهب التليفزيونية آي تي في في بريطانيا على برنامج المواهب بريطانيا غوت تالنت في عام 2008. وحصلت على الثناء طوال المسابقة، على الرغم من كونها كانت رمشحة للفوز بعد الجولة الثانية أنهت المنافسة وخارج المراكز الثلاثة الأولى. تم تدريبها خلال المسابقة من قبل مدرب الغناء Yvie Burnett ، تلقى عدة عروض من شركات تسجيل بعد العرض لكن لم توقع مع أي منها، خلافًا لغيرها من المتسابقين مع شركة التسجيلات الخاصة بالحكم سايمون كويل، على الرغم من أنها ظهرت في ألبوم One Voice.

## روابط خارجية
- فاريل سميث على موقع IMDb (الإنجليزية)
- فاريل سميث على موقع ميوزك برينز (الإنجليزية)
- فاريل سميث على موقع ديسكوغز (الإنجليزية)